# One Day in Your Life (chanson)
Cet article concerne la chanson. Pour l'album, voir One Day in Your Life.
Singles de Michael Jackson
Night Time Lover
(1980) The Girl Is Mine
(1982)
One Day in Your Life est une chanson de Michael Jackson tirée de son album Forever, Michael (1975).
Écrite par Sam Brown et composée par Renée Armand, elle est publiée plus tard en 1981 en tant que single de la compilation One Day in Your Life (1981) en raison de l'intérêt commercial généré par les ventes de l'album Off the Wall (1979), même si Jackson a publié cet album sur un label différent.